# ال کور
ال کور یک منطقهٔ مسکونی در یمن است که در استان ابین واقع شده‌است.